# 杰拉德酒店

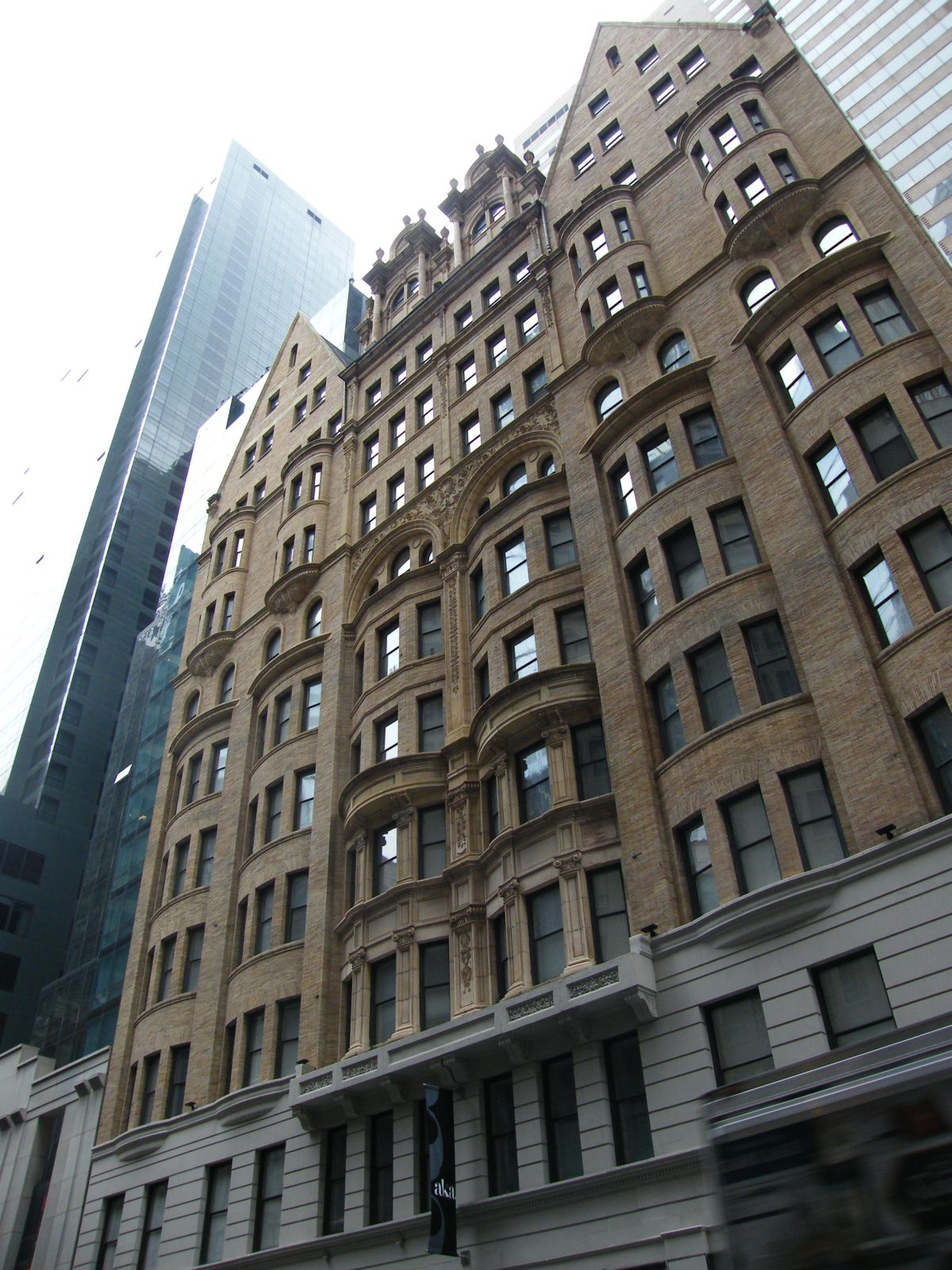

杰拉德酒店（Hotel Gerard），又稱朗威爾酒店（Hotel Langwell）或1-2-3酒店（Hotel 1-2-3），是位於美國紐約市的一座歷史酒店，興建於1893年。杰拉德酒店共有13層，是一座德國文藝復興式建築，最初是一座公寓型酒店:2, 4。1983年，該建築被國家史跡名錄。